# Tour hertzienne du Crêt de la Murette
 (août 2019).
La tour hertzienne du Crêt de la Murette appartenant à TDF est située sur la Montagne d'Avenas, à Lantignié, dans le Rhône.

## Téléphonie mobile
| Opérateur        | 2G  | 3G  | 4G  | FH  |
| ---------------- | --- | --- | --- | --- |
| Orange           | Non | Oui | Oui | Oui |
| Bouygues Télécom | Oui | Oui | Oui | Oui |
| Free             | Non | Oui | Oui | Oui |
| SFR              | Oui | Oui | Oui | Oui |

- CEREMA : COM MAR
- EDF : COM TER
- IFW : BLR de 3 GHz

## Galerie de photos

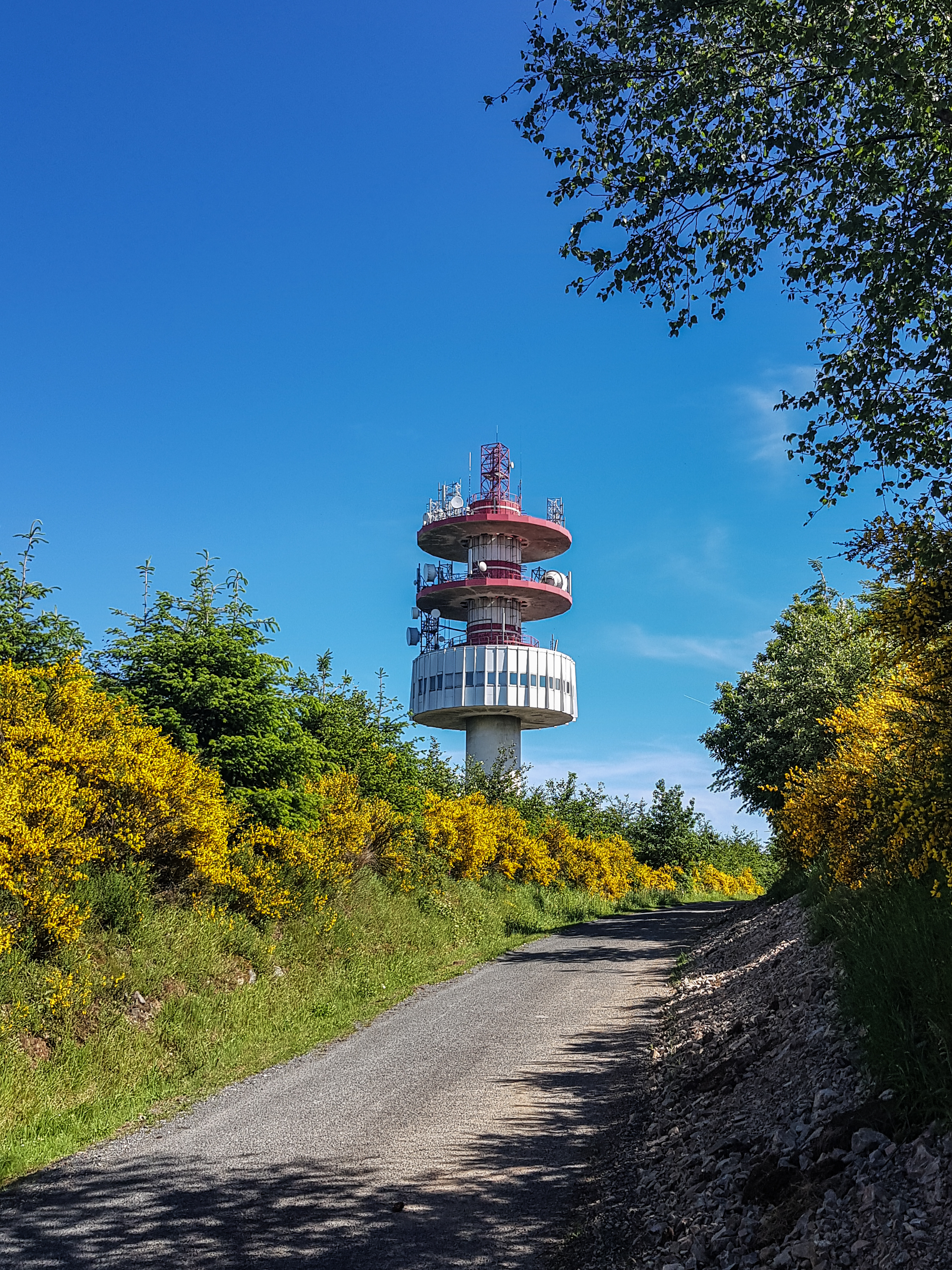
Tour hertzienne du fût d'Avenas vue depuis le bord de la route.
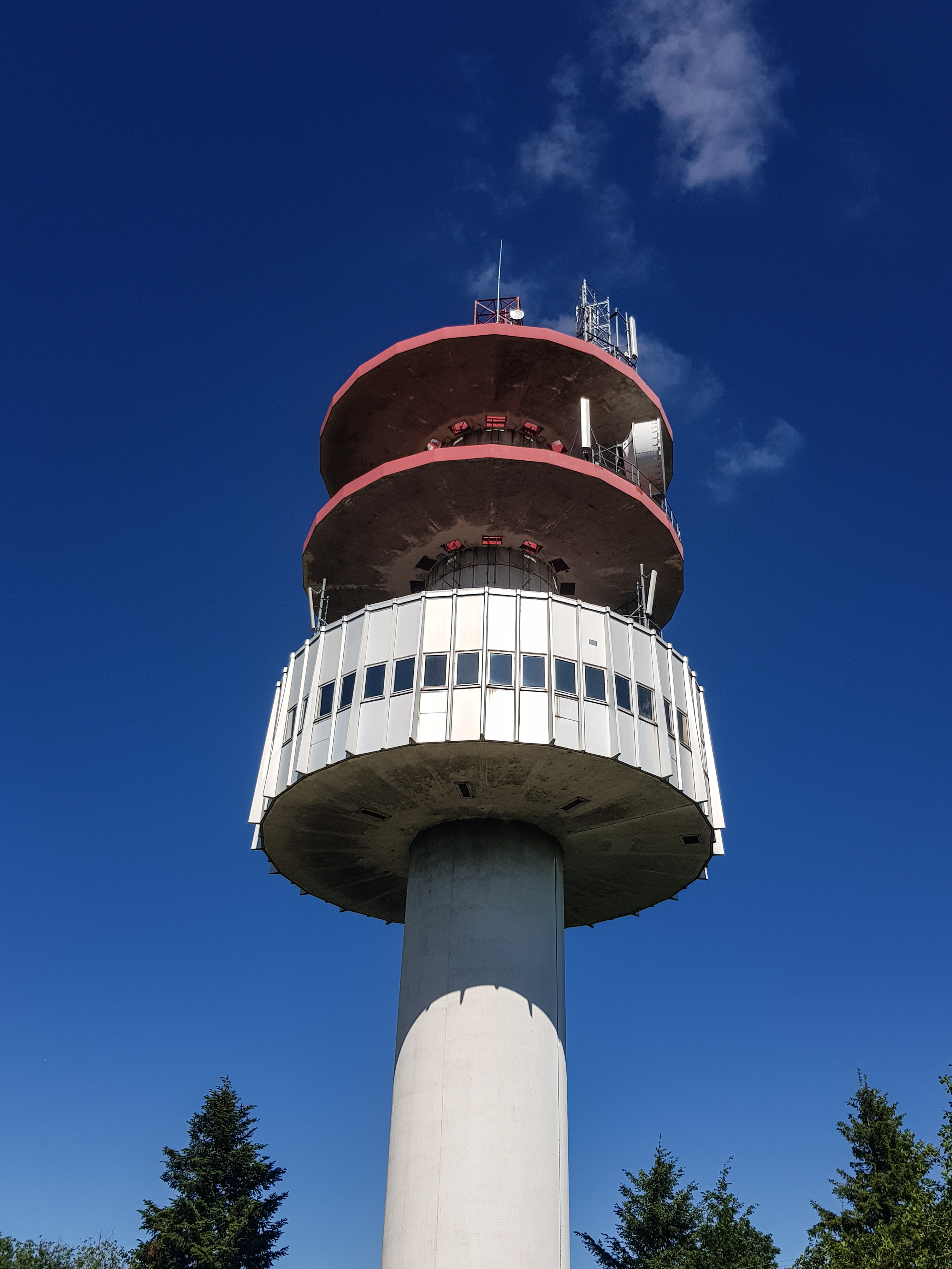
Tour hertzienne vue au plus près depuis la route.
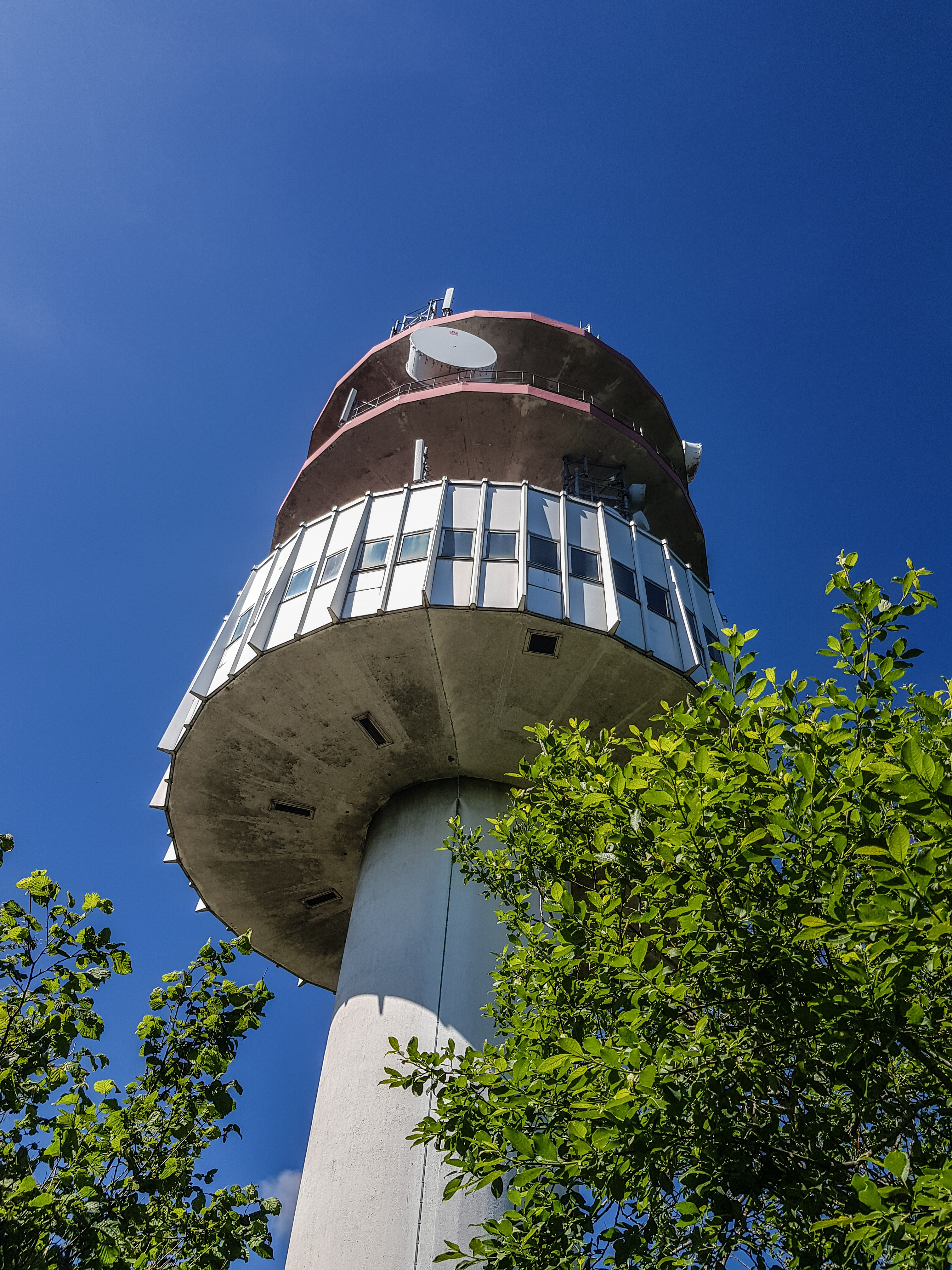
Tour hertzienne du Crêt de la Murette depuis son pied sur un chemin.